# Zbór Kościoła Adwentystów Dnia Siódmego w Rzeszowie
Zbór Kościoła Adwentystów Dnia Siódmego w Rzeszowie – zbór adwentystyczny w Rzeszowie, należący do okręgu wschodniego diecezji południowej Kościoła Adwentystów Dnia Siódmego w RP.

## Dom modlitwy
W 2009 r. rzeszowski zbór adwentystyczny zakupił działkę pod budowę nowego kościoła. W tym samym roku rozpoczęto budowę i ukończono ją w stanie surowym. Trwają obecnie prace wykończeniowe i obiekt czeka na poświęcenie.
Kościół jest wybudowany na planie prostokąta. W środkowej części umieszczona została wieża kościelna zwieńczona krzyżem. Posiada trzy równorzędne wejścia, od trzech różnych stron świata. W czwartą stronę świata skierowane jest prezbiterium z baptysterium przeznaczonym do sprawowania chrztu przez zanurzenie. Budynek kościelny dzieli się na dwa skrzydła. Jedno z nich stanowi zaplecze biurowo-socjalne, z kancelarią zboru, biblioteką zborową, księgarnią chrześcijańską, szatnią, kuchnią, stołówką, toaletami, salami konferencyjnymi i pokojem na szkółkę sobotnią dla dzieci. Skrzydło to jest dwukondygnacyjne, na piętrze znajdują się pokoje gościnne i mała kaplica. Drugie skrzydło budynku stanowi część sakralna przeznaczona do odprawiania nabożeństw. Ta cześć jest jednokondygnacyjna i jej wysokość odpowiada pełnej wysokości budynku.